# Por primera vez (canción)
«Por primera vez» es una canción grabada por el cantante colombiano Camilo y la venezolana Evaluna Montaner. Fue lanzado el 9 de marzo de 2020.

## Antecedentes

### Composición
La canción presenta una melodía en ritmo urbano aunque más suave. Es el quinto sencillo del álbum de 2020.
«Por primera vez» es una canción que muestra el estilo que caraterizaría la música de Camilo. Tiene una duración de tres minutos con tres segundos en su versión original, al igual que su video musical.
Fue escrita por Camilo, Evaluna Montaner, Gabriel González Pérez, Jon Leone y Juan Morelli. Además, esta fue utilizada para la boda entre Camilo y Evaluna.

## Video musical
El videoclip fue grabado en Homestead, Florida en Estados Unidos bajo la producción de Don Prouty y la dirección de Joy Prouty. Cuenta con la participación de su esposa Evaluna Montaner, siendo la cuarta vez que aparece en los videoclips del álbum. Asimismo, fue lanzado el 9 de marzo de 2020 por el canal de Camilo en YouTube.

### Sinopsis
Todo se centra en algunas de las grabaciones e imágenes de la boda de Camilo con Evaluna. En las mismas, se puede ver al padre de Evaluna Ricardo Montaner y sus hermanos Mau & Ricky. 

## Posicionamiento en listas
| Listas                        | Mejor posición |
| ----------------------------- | -------------- |
| Argentina (Argentina Hot 100) | 12             |
| Colombia (Natoinal Report)    | 89             |
| Perú (Monitor Latino)         | 1              |